# Kommodus jako Herkules
Kommodus jako Herkules – rzeźba autorstwa anonimowego artysty wykonana między 180 a 193 rokiem naszej ery, znajdująca się w zbiorach Muzeów Kapitolińskich w Rzymie.

## Opis
Wykonana w marmurze rzeźba mierząca 133 centymetry wysokości, uważana jest za jedno z najsłynniejszych arcydzieł portretu rzymskiego. Przedstawia cesarza Kommodusa jako herosa Herkulesa; cesarz rzymski panujący w latach 180–192 uważał się za wcielenie herosa. Kommodus posiada atrybuty związane z dwunastoma pracami Herkulesa, jakie ten musiał wykonać. Na głowie ma skórę lwa nemejskiego, maczugę w prawej dłoni, a w lewej trzyma złote jabłka przyniesione przez herosa z ogrodu Hesperyd. Doskonale zachowane dzieło umieszczone jest na złożonej kompozycji alegorycznej: dwie klęczące Amazonki (tylko jedna jest dobrze zachowana) oblegają globus ozdobiony znakami zodiaku, trzymają w górze róg obfitości opleciony peltą (tarczą Amazonek). Celebracyjny zamiar, który poprzez bogactwo symboli narzuca boski kult cesarza, jest dodatkowo podkreślony przez dwa morskie Trytony po bokach centralnej postaci, aby wyrazić jego apoteozę. Rzeźbę odnaleziono w podziemnym pomieszczeniu rzymskiego kompleksu Horti Lamiani, gdzie prawdopodobnie była ukryta.

## Galeria

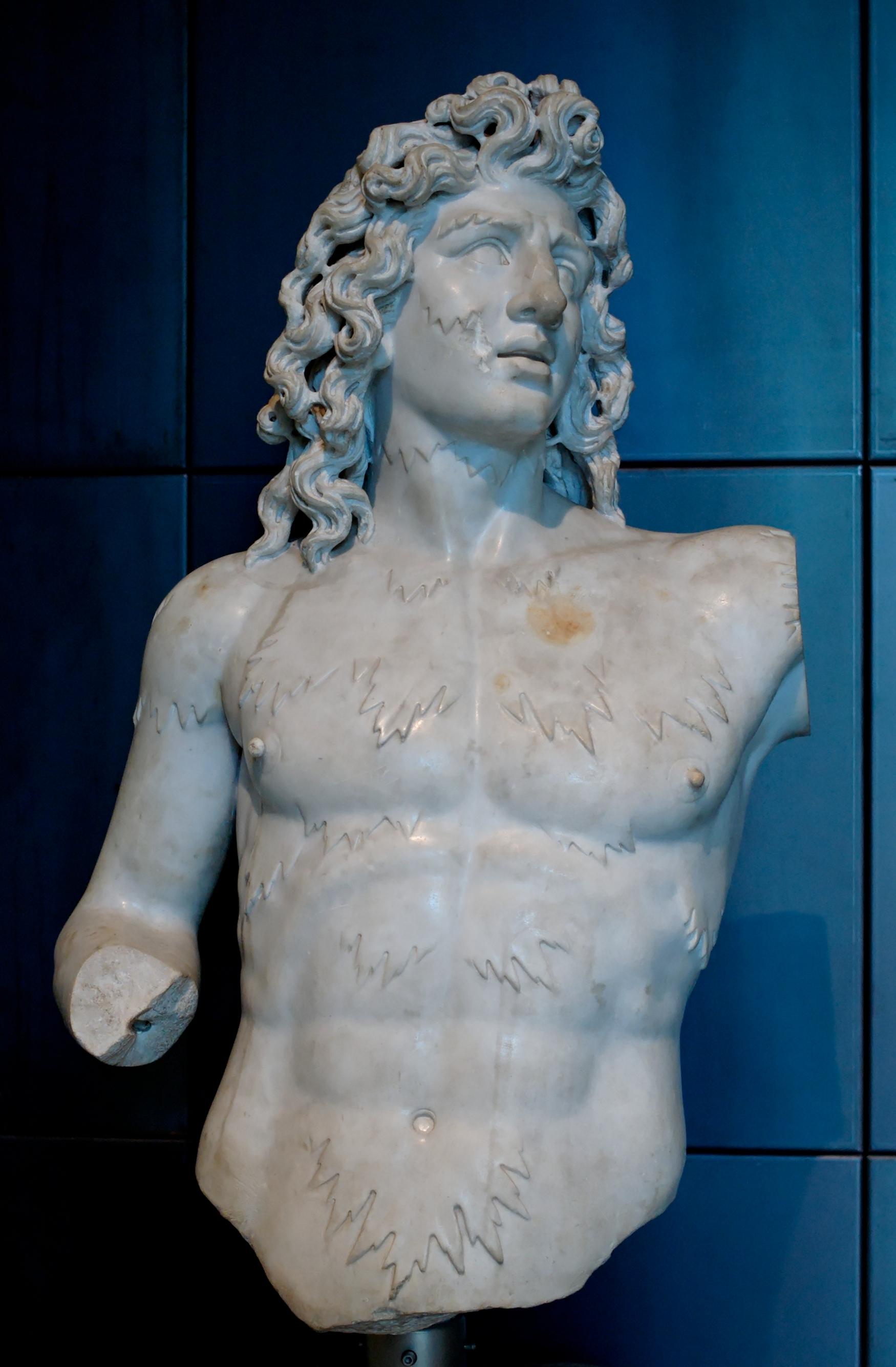
Tryton po lewej stronie rzeźby
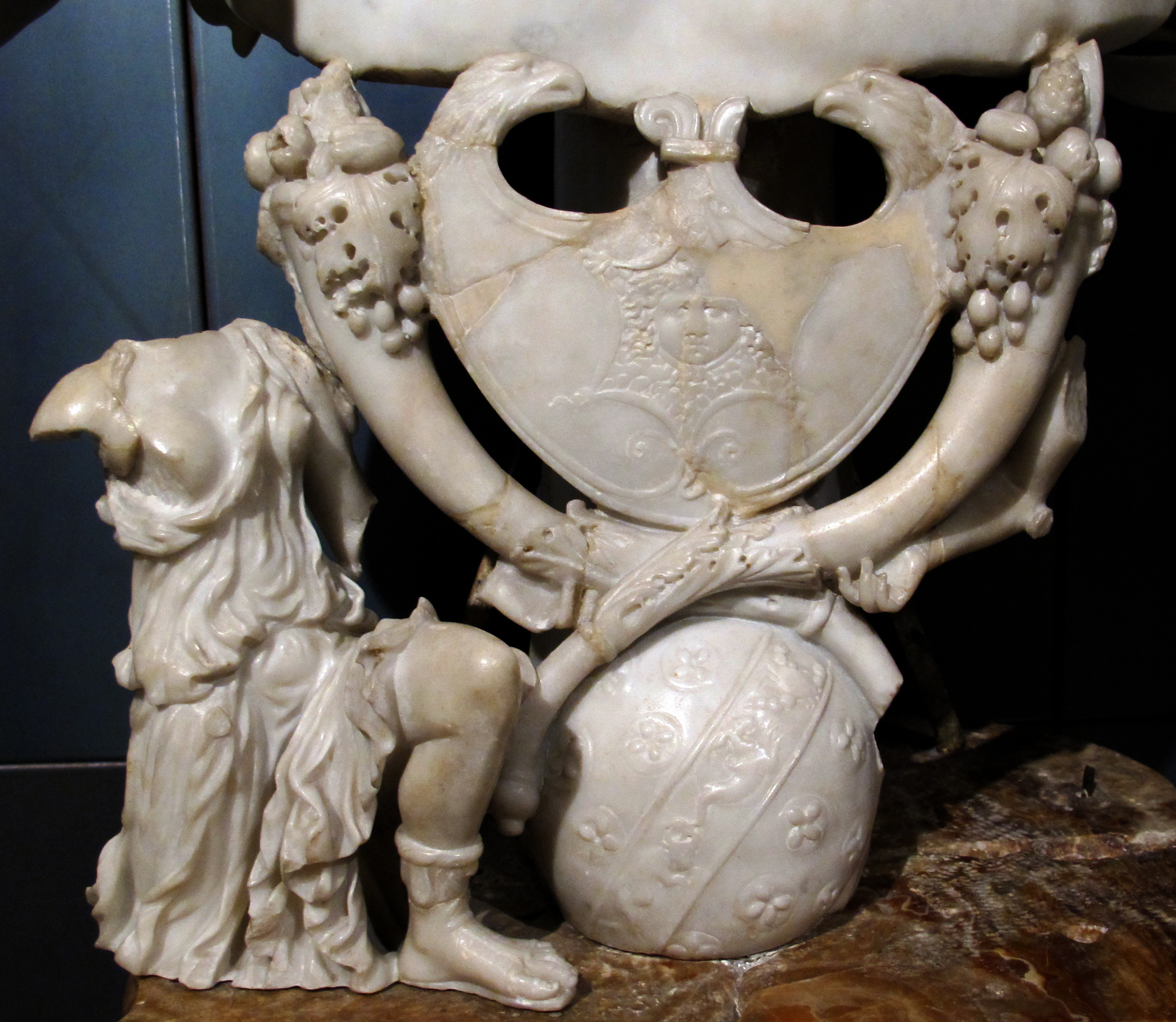
Detal rzeźby
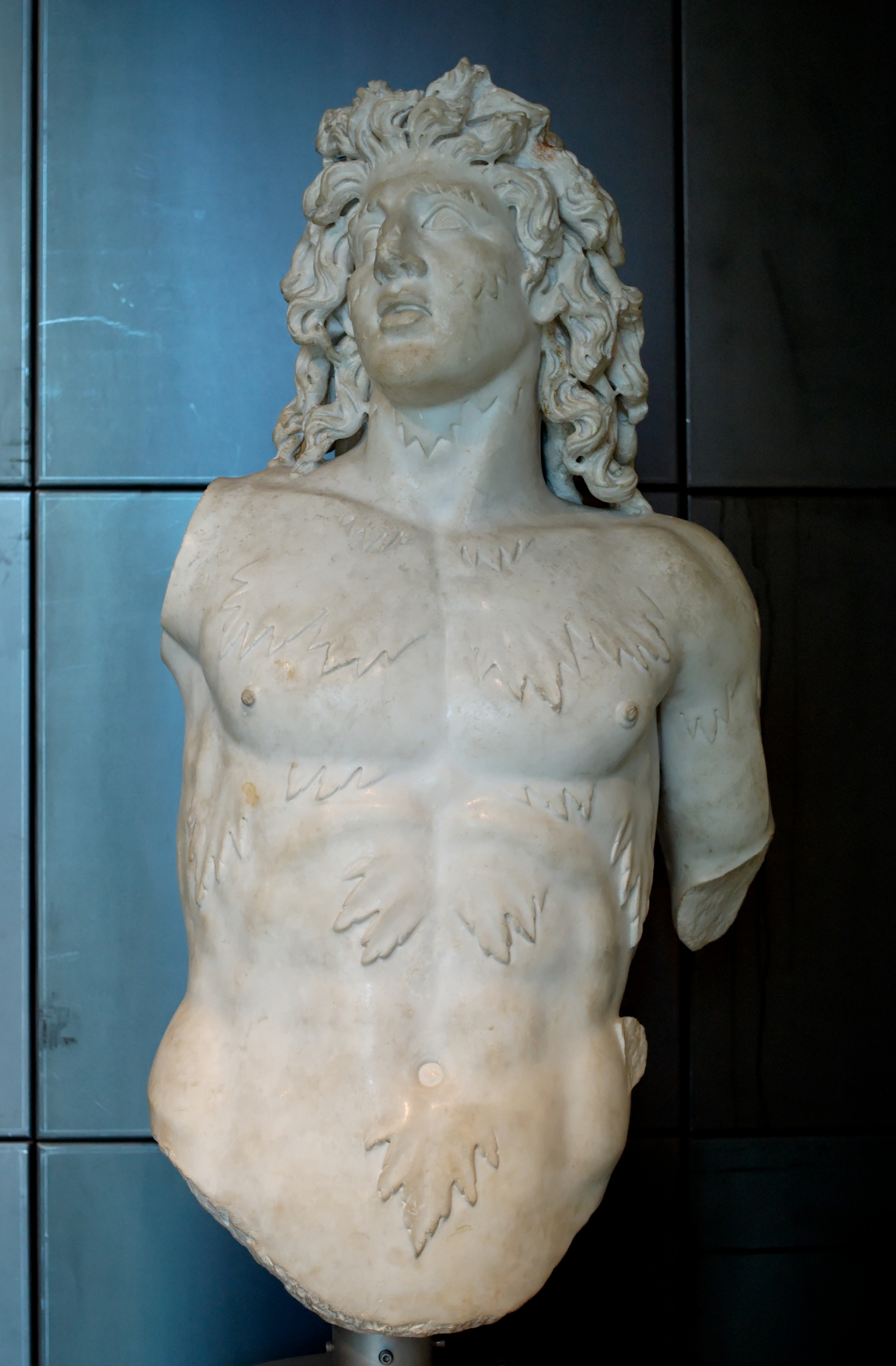
Tryton po prawej stronie rzeźby